# Casa Pia Atlético Clube
O Casa Pia Atlético Clube MHB • MHIP é um clube multidesportivo português, fundado em 1920 e sediado em Lisboa. Atualmente joga a Primeira Liga.
Fundado em 3 de Julho de 1920, ligado a uma história associativa que vem desde 1893, data em que se constituiu a equipa de futebol da Real Casa Pia de Lisboa, a primeira vencedora dos mestres ingleses do Carcavelos Club em 1898 numa vitória histórica que conquistaria o público para o novo jogo, cimentando  para sempre a prática do futebol em Portugal, o Casa Pia Atlético Clube — Ateneu Casapiano — Associação Pós-Escolar da Casa Pia de Lisboa, é um dos mais ecléticos clubes portugueses, tendo praticado 25 modalidades desportivas, com a curiosidade de ter sido o único que praticou o Basebol regularmente, vencendo em 4 de Julho de 1923 no Campo das Laranjeiras a forte equipa da Colónia Americana por 25-24.
A 27 de Julho de 1970 foi feito Membro-Honorário da Ordem de Benemerência e a 3 de Julho de 2020 foi feito Membro-Honorário da Ordem da Instrução Pública.

## História

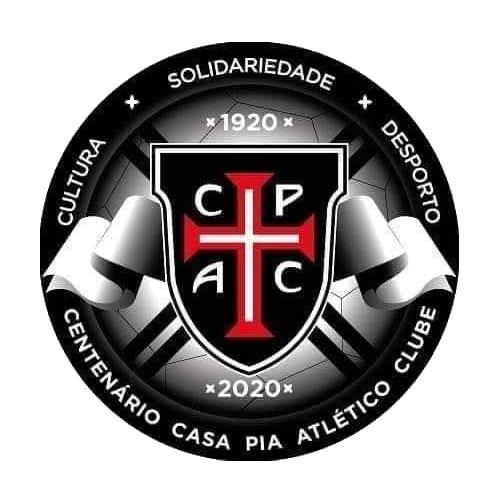
Emblema utilizado em 2020, ano do centenário do clube

O Casa Pia Atlético Clube (CPAC) é um clube centenário. Foi fundado a 3 de julho de 1920 por diversas personalidades portuguesas da época (Ricardo Ornelas, David Ferreira, Mário da Silva Marques e António Pinho), das quais se destaca Cândido de Oliveira, selecionador nacional e jogador do Benfica, além de cofundador do jornal A Bola, juntamente com Vicente de Melo e Ribeiro dos Reis. O clube encontra-se intrinsecamente ligado à casa-mãe, a Casa Pia de Lisboa, instituição de utilidade pública de promoção dos direitos e proteção das crianças e jovens, e é um dos baluartes do Desporto, da Cultura e da Solidariedade em Portugal.
Os gansos, como são conhecidos os casapianos, estão na génese da introdução do futebol em Portugal, depois de uma vitória sobre os mestres ingleses do Carcavelos Club, em 1898, e ao longo da história já tiveram 25 modalidades. Por isso, o Casa Pia é um dos clubes portugueses mais ecléticos. O futebol, de resto, foi sempre a principal modalidade do Casa Pia. No entanto, acabou por ser o nadador Mário da Silva Marques, também ele um dos fundadores, o primeiro desportista a representar oficialmente o clube, num festival das docas de Alcântara. Dias depois conquistou, na prova de 400 metros estilos, a Taça Associação Naval. Era o primeiro troféu do clube.
No futebol, o Casa Pia conquistou o primeiro troféu da modalidade. Com arbitragem de Cosme Damião, casapiano e XI presidente do CPAC, além de fundador do Sport Lisboa e Benfica, os gansos venceram por 2-1 os encarnados, conquistando o “Bronze Herculano Santos”. A equipa foi capitaneada por Cândido de Oliveira. Estávamos a 3 de outubro de 1920. Na época de estreia, refira-se, o Casa Pia venceu — sem qualquer derrota — o Campeonato Regional de Lisboa e a Taça de Lisboa. E a esses títulos juntou ainda o triunfo no confronto com o campeão do Norte, o FC Porto, na então denominada Taça 27 de julho. Foi o ensaio final para o arranque do Campeonato de Portugal — antecessor da Taça de Portugal —, que se iniciou no ano seguinte. 
Nessa equipa, brilhava então um dos fundadores do clube, Cândido de Oliveira, que crescera na Real Casa Pia de Lisboa, fundada pelo Intendente Pina Manique, em finais do século XVIII, e que dá nome ao estádio onde joga a equipa de futebol (Estádio Pina Manique). Nos primeiros quatro anos em que competiram, os gansos venceram a sua série do Campeonato de Lisboa por três vezes. A reputação cresceu e, em 1925, o clube foi convidado para a inauguração do Estádio das Amoreiras, então propriedade do Benfica e que era considerado à data o melhor estádio da Península Ibérica. Isto, depois de também já ter inaugurado o campo do Sevilha e o do V. Setúbal, ambos em 1921.
Em 1938/39 disputou-se pela primeira vez em Portugal o Campeonato Nacional da 1.ª Divisão e a Taça de Portugal, ainda hoje, as mais importantes competições futebolísticas de Portugal. A equipa de futebol do Casa Pia marcou presença na estreia destas duas históricas competições nacionais. Porém, a sua participação no Campeonato Nacional da 1.ª Divisão da época de 1938/39 foi, até ao momento, a única presença do clube lisboeta na principal prova futebolística portuguesa. Os gansos ficaram em último lugar do 1.º Campeonato Nacional da 1.ª Divisão, que contou ainda com a presença do FC Porto, Sporting CP, SL Benfica, Académica de Coimbra, FC Barreirense e Académico do Porto. A equipa venceu apenas um jogo. De resto, contabilizou por derrotas todas as restantes 13 partidas do Campeonato Nacional da 1.ª Divisão de 1938/39.
Em 2018/19 e após a conquista do título no Campeonato de Portugal, o CPAC ascendeu pela primeira vez à 2.ª Liga, constituindo uma SDUQ (Sociedade Desportiva Unipessoal por Quotas) para o efeito. Foi nessa competição que iniciou a temporada 2020/21, apesar do último lugar na edição anterior — interrompida devido à pandemia de COVID-19. As descidas do V. Setúbal e do Aves, na secretaria, possibilitaram a permanência dos gansos nos campeonatos profissionais de futebol em Portugal.
Em 2020/21, o Casa Pia registou a sua 71.ª participação em Campeonatos Nacionais, iniciada na época de 1938/39, a única em que o clube esteve na I Divisão, jogando no seu primeiro campo, o Campo do Restelo, expropriado em 1939/40 pelo Estado Novo para a realização da Exposição do Mundo Português.

### Seleção Nacional

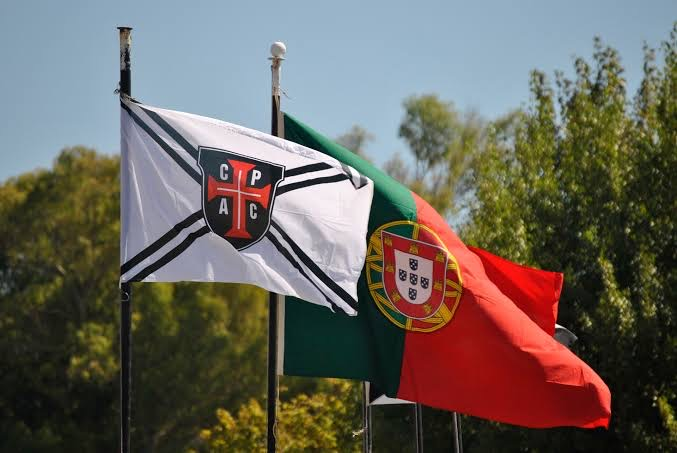
Bandeira do Casa Pia ao lado da bandeira de Portugal

No dia 18 de dezembro de 1921, ano seguinte à fundação do clube, a Seleção Portuguesa de Futebol disputou o primeiro jogo oficial da sua história, em Madrid, frente à seleção de Espanha. Nessa partida participaram seis jogadores Casapianos entre eles Cândido de Oliveira, o primeiro capitão da seleção.
A primeira seleção portuguesa equipou de preto. O preto característico do Casa Pia. O clube emprestou os equipamentos e foi o símbolo do Casa Pia Atlético Clube que os jogadores portugueses levaram ao peito.

## Símbolos

### Emblema
O emblema é composto, desde os primórdios do clube, pela Cruz de Cristo nas cores vermelha e branca sobre fundo preto, com as iniciais do Clube (CPAC). De lá pra cá, foi mudado somente o formato do emblema, que passou de um oval para um escudo, além de modernizações no design.

### Bandeira
A bandeira do clube é branca, com o emblema do Casa Pia AC ao centro, sobre duas faixas diagonais em preto.

### Mascote
O mascote oficial da equipa é o ganso, em homenagem aos alunos da Casa Pia de Lisboa, não se sabe bem quando, mas os alunos ganharam um nome particular: gansos. Uma explicação deve-se à apetência dos Casapianos para o desporto: afinal, a Casa Pia foi a primeira escola a ter ensino regular de natação no seu currículo (e a primeira a construir um ginásio). “Os nadadores saíam em passo de corrida em tronco nu dos Jerónimos até à praia do Bom Sucesso para nadar”, como gansos.

## Palmarés
| Nacionais           | Nacionais                           | Nacionais | Nacionais                 |
| Competição          | Competição                          | Títulos   | Temporadas                |
| ------------------- | ----------------------------------- | --------- | ------------------------- |
|                     | Campeonato de Portugal              | 1         | 2018/19                   |
|                     | III Divisão Série E                 | 2         | 2003/04, 2009/10          |
| Regionais           |                                     |           |                           |
| Competição          | Competição                          | Títulos   | Temporadas                |
|                     | Campeonato de Lisboa                | 2         | 1920/21, 1923/24          |
|                     | Taça de Honra AF Lisboa             | 1         | 1920/21                   |
|                     | AF Lisboa 1.ª Divisão Honra         | 1         | 2007/08                   |
|                     | AF Lisboa 2.ª Divisão               | 3         | 1964/65, 1966/67, 1982/83 |
|                     | AF Lisboa Super Taça                | 1         | 2008                      |
|                     | AF Lisboa Torneio Abertura          | 1         | 2017/18                   |
|                     | AF Lisboa Taça                      | 1         | 1991/92                   |
|                     | AF Lisboa Taça de Honra 3.ª Divisão | 1         | 1968/69                   |
| [carece de fontes?] | Total                               | 14        |                           |

Outros escalões
- Jun.A Sub-19
  - 1 AF Lisboa Juniores A 1.ª Divisão: 2001/02
- Jun.B Sub-17
  - 1 AF Lisboa Juniores B I Divisão: 2011/12

## Plantel

#### Plantelvde
Última atualização: 30 de julho de 2025.

## Estádio
A equipa de futebol, durante a época 2022-23, disputava os seus jogos na condição de visitado no Estádio Nacional, apesar de possuir seu próprio estádio, Pina Manique, em Benfica, Lisboa. Este último não tem licença para receber jogos de ligas profissionais, e está aguardando o início de obras.
Com o Estádio Nacional não mais licenciado a partir da época 2023-24, a equipa do Casa Pia disputará seus jogos em 'casa' em Rio Maior, no Estádio Municipal, durante esta época.